# غيردية كواهويلية
غيردية كواهويلية (الاسم العلمي: Gaillardia coahuilensis) هو نوع من النباتات يتبع جنس الغيردية من الفصيلة النجمية.